# Gustavo Bou
Gustavo Leonardo Bou (Concordia, Entre Ríos; 18 de febrero de 1990) es un exfutbolista profesional argentino que se desempeñaba como delantero y su último club fue Talleres de Córdoba. Actualmente se encuentra jugando de forma amateur, como jugador y dirigente, del Defensores Barrio Nebel de la Liga Concordiense.
Fue el goleador del equipo campeón del Torneo Transición 2014, donde Racing Club se consagró campeón luego de 13 años, formando una dupla imparable con su colega Diego Milito, quien venía de disputar la liga italiana. También fue el goleador de la Copa Libertadores 2015. Además, fue figura indiscutible del ascenso de Olimpo de Bahía Blanca en la temporada 2012-13.
Es el hermano mayor del también futbolista Walter Bou.

## Trayectoria

### River Plate (2008-2012)
Pasó al Club Comunicaciones Concordia, donde se encontraba jugando en una selección de Concordia, luego pasó a River Plate, con 14 años quedó en la reserva luego de superar una prueba de habilidades, donde a petición del exentrenador Diego Simeone le ofreció un contrato para formar parte del plantel profesional.
El 23 de marzo de 2008 Gustavo hace su debut en el partido contra Vélez Sarsfield. Entró en el 43' del segundo tiempo en sustitución del futbolista Mauro Rosales.
Mientras tanto fue convocado a la Copa Mundial Sub-17 de 2007 en la República de Corea, pero lamentablemente una rotura parcial del ligamento lateral y luego de un menisco lo alejaron del Mundial Sub-17.
Bou anotó su primer gol en un partido contra Newell's Old Boys por la fecha 12 de la Apertura 2008 donde termina en empate 1-1. Marcó otra vez contra San Martín de Porres, el Copa Libertadores 2009 en la victoria por 3-0. Luego marca contra Chacarita Juniors, el Clausura 2010 en la victoria por 3-2. Bou no fue tomado en cuenta para la temporada 2010/2011, donde en un hecho histórico ese año River perdería la categoría.

### Olimpo (2012-2013)
Llegando al final de su contrato, el director técnico del Club Olimpo, Walter Perazzo, pidió a Bou para reforzar el ataque del equipo bahiense, ya que en River no tenía lugar. Finalmente, es cedido a Olimpo de Bahía Blanca, club que acababa de descender de categoría, arribando en la segunda fecha del Torneo B Nacional 2012.
Debutó el 27 de agosto de 2012, en la tercera fecha contra Gimnasia y Esgrima de Jujuy, juego que terminó en un empate 0-0. En la cuarta fecha marca su primer gol, en la victoria por 4-0 contra Aldosivi, donde también da una asistencia. Después de varias fechas sin goles; Bou marcó 2 goles contra Huracán, además de proporcionar una asistencia, el partido termina a favor de su equipo por 3 a 2. Era la primera vez que anotaba un doblete. 
En la fecha 11 se convierte en la figura de su equipo, marcando un nuevo gol, dando una asistencia y provocando un penal, en la victoria por 3 a 0 a Banfield. En la fecha 12 y 13 vuelve a marcar los goles de las victorias frente a Nueva Chicago e Instituto, colocando a su club como único líder del certamen. Después de una larga sequía sin goles, se las arregló para volver a marcar en la victoria por 3 a 0 ante Sarmiento de Junín.
Su equipo terminaría tercero en dicho campeonato, consiguiendo el ansiado ascenso a la Primera División.

### Liga de Quito (2013-2014)
El 29 de junio de 2013 firma un nuevo préstamo, está vez con el equipo ecuatoriano Liga de Quito, para disputar la segunda etapa de la Serie A de Ecuador.
El 21 de julio anotaría sus dos primeros goles con la camiseta alba. Jugó 20 partidos de dicho certamen, marcando un total de 4 goles.

### Gimnasia y Esgrima (La Plata) (2014).
El 16 de marzo de 2014, Bou firma, con el club Gimnasia y Esgrima La Plata, un préstamo por 6 meses, con una opción de compra cuyo valor no fue develado. Hasta ese momento seguía siendo jugador de River Su paso por el club no fue el esperado, marcando un solo gol (ante All Boys) en los 13 partidos que disputó con esta camiseta.
Al finalizar el préstamo, el jugador quedó libre con el pase en su poder.

### Racing Club (2014-2017)

#### Temporada 2014
El 13 de agosto de 2014, firmó contrato con Racing Club, en calidad de agente libre. Aunque su llegada despertó recelo entre los aficionados y el periodismo ya que se suponía que su llegada a la institución fue por tener el mismo representante que el director técnico, Diego Cocca.
Debutó el 26 de agosto ante el Arsenal FC procedente del banco de suplentes en el minuto 60, provocó el penal por el cual Racing Club ganaría por 1-0 con tanto anotado por Diego Milito.  Anotó su primer gol en Racing el 22 de septiembre por la fecha 8 en el empate 1-1 ante Newell's el gol llegó tras una asistencia de Luciano Aued, Bou recibió la pelota en el corazón del área, se volvió hacia su derecha y con un fuerte remate al arco marcó la igualdad.
El 25 de septiembre, Gustavo anotó el segundo doblete en su carrera contra Boca Juniors. en lo que sería la victoria de la "Academia" por 2-1 en un partido que fue suspendido debido al mal tiempo con Boca ganando por 1-0 (gol de Calleri). El primer gol de Bou es asistido por Diego Milito, realizando un tiro rasante que estableció el empate parcial y el segundo gol fue de un pase Marcos Acuña de zurda desde la derecha que encontró a Bou en el área y, de cabeza, le dio la victoria al equipo albiceleste.
El 28 de septiembre, tres días más tarde, en el Estadio Mario Alberto Kempes ante Belgrano anotó su segundo doblete como un jugador de Racing Club, demostrando su buen momento y jerarquía goleadora en la victoria 4-1: el primer gol de su equipo fue tras un pase de Marcos Acuña que hizo un pase fuerte al arco frontal y Bou remata al ángulo, y el siguiente gol llegó después de un pase largo de Sebastián Saja que iba dirigido a Bou y definió por arriba del arquero rival.
El día 11 de octubre de 2014 convirtió su tercer doblete en la victoria del club 4-0 ante Estudiantes de La Plata. El primero fue después de que Ricardo Centurión recibiera una patada de Silva, dio un rebote dispuesto a Jonathan Schunke. Bou hizo el segundo gol, tras una jugada de Gabriel Hauche, éste le pasó la pelota a Bou, que definió. El 19 de octubre de 2014 marcó el segundo gol en la victoria ante Vélez Sarsfield como locales en una recordada celebración entre lágrimas, ya que le dedicó el gol a su difunta madre.
Anotó su noveno gol en el club ante Club Atlético Banfield después de ser asistido de nuevo por Diego Milito y con la ayuda del portero, Gaspar Servio que no cubre el primer palo, poniendo el 1-0 y dándole la victoria a su equipo.
Su décimo y tal vez el más importante para él, fue el 15 de noviembre contra Quilmes AC por la fecha 16. Racing Club ganó el partido antes del pitido final; Gustavo Bou ejecutó el tiro libre con una fuerza formidable y exquisita precisión que puso al club temporalmente en primer lugar. Contra Rosario Central asistió a Diego Milito con su pierna izquierda para establecer la victoria de 2-0 a 3-0 en el Gigante de Arroyito. El 14 de diciembre fueron campeones en la fecha 19 con una fecha histórica para Racing Club, después de 13 años, en el Estadio Presidente Perón.

#### Temporada 2015
El 17 de enero de 2015, convierte en un triplete (el primero en su carrera) en la victoria de Racing Club 4-1 contra Boca Juniors en el Torneo de Verano celebrado en la ciudad de Mar del Plata, también ganó el premio al mejor jugador del partido. El primer gol llegó tras un pase largo de Luciano Lollo donde Diego Milito asiste a Bou para dejarlo mano a mano con Agustín Orion, el segundo gol llegó tras un centro de Leandro Grimi, donde pasó toda la zona y la pelota cayó en los pies de Ricardo Gastón Díaz que tiró un centro que pasó por debajo de la piernas de Claudio Daniel Pérez y Gustavo define el gol, el cuarto gol de su equipo (el tercero de Bou en ese partido) llegó tras una gran jugada donde Brian Fernández eludió al defensa Chiqui Pérez y al arquero xeneize Agustín Orión y hace un pase hacia el costado para el chaqueño Nelson Acevedoy Acevedo asistió a Bou para que anotara con el arco vacío.
El 1 de febrero de 2015 marca un gol en el Clásico de Avellaneda. El gol se produce después de que Bou tuvo que luchar con el defensa de Independiente Víctor Cuesta, después de un centro de Diego Milito, Diego evade cuatro defensores Diablos y encontró el espacio para rematar al arco del arquero de Independiente, Diego Rodríguez que, luego de dejar un rebote, Gustavo pateo con su pierna zurda que dejó sin reacción al ''Ruso" y así marcó el segundo gol del partido. Además sería nombrado jugador del partido por segunda vez en el verano.
El 17 de febrero de 2015, después de que Racing perdiera 1-0 contra Rosario Central, debuta oficialmente en la Copa Libertadores ante el Deportivo Táchira en condición de visitante. En ese juego, Bou consiguió su primer triplete oficial. El primer gol llegó después de una pared hecha con Diego Milito. El segundo fue una hermosa definición desde fuera del área, girando y golpeando la pelota en la esquina superior izquierda del arquero, mientras que el último fue una jugada personal después de la asistencia de Milito. También hizo 2 asistencias, el primero de tiro libre a Luciano Lollo y el segundo con un pase a Milito. Todo esto le llevó a ser nombrado el mejor jugador del partido.
El 24 de febrero de 2015 anotó su segundo hat-trick oficial contra el Guaraní por la Copa Libertadores. El primer gol viene después de un pase largo Luciano Lollo a Diego Milito que después de aguantar la pelota, jugó para Gustavo que disparó extremadamente fuerte, Alfredo Aguilar no pudo contener su disparo y la bola entró pidiendo permiso y por lo tanto haciendo el primer gol del partido. Su segundo gol llegó después de un disparo de Yonathan Cabral, la defensa de Guaraní se ve obstaculizada y el balón fue dejado a Brian Fernández que toca al medio para Bou y pone el tercer gol del partido. El cuarto fue un movimiento algo similar al gol número 3, Washington Camacho eludió a tres defensores guaraníes, toco otra vez al medio y el gol de Bou para sellar, antes de ser reemplazo, anotando el 4-1 final.
El 2 de marzo de 2015 convirtió su primer gol en el campeonato, Gastón Bojanich le cometió una falta a Luciano Aued y este jugó para Brian Fernández que se la llevó un par de metros y jugó la pelota hacia Bou quien enfrenta a Federico Crivelli, le hace un caño y pone el 2-0 en la victoria en 2-1 en favor de Racing Club. Contra Lanús convierte en su 4.º gol del torneo, Santiago Naguel inicia un contragolpe, juego a la derecha hacia Óscar Romero, este pinchó la pelota hacia Bou que amagó ante la salida de la defensa granate, colocó la pelota a la derecha del palo, pegó en el palo y dejó sin reacción al arquero Fernando Monetti, dando una victoria por 2-0.
El 14 de mayo, La Academia ganó 2-1 frente a Montevideo Wanderers con goles de Washington Camacho y Gustavo Bou en el primer partido habían empatado 1-1, el gol de Bou fue después de la habilitación de Ezequiel Videla, Bou control con la izquierda y enganchado y remató al centro sobre la parte superior del arco. Racing Club logró un pase histórico a los cuartos de final de la Copa Libertadores después de 18 años.
El 7 de junio marca su primer gol de penal en Racing Club contra Vélez Sarsfield después de que su compañero de delantera Diego Milito fallara anteriormente, alcanzando así los 23 gritos en esta institución. Además de haber conseguido los tres puntos y un gol, Gustavo fue elegido como el hombre del partido.
El 7 de agosto, en San Juan, marca su primer gol en la Copa Argentina contra Tigre en lo que fue la victoria de la Academia 2-1. El gol se originó tras una buena jugada de Washington Camacho, donde La Pantera solo tuvo que empujarla por encima del portero.
Contra Unión de Santa Fe marcó en la victoria por 2-1 de su equipo, el gol llegó después de un excelente tiro de córner de Óscar Romero, en el área, Gustavo, encontró el rebote y le pegó a la derecha del portero, convirtiendo el segundo gol del partido. El domingo 6 de septiembre, hace su séptimo gol del torneo ante Gimnasia y Esgrima de La Plata, llegó tras un lanzamiento largo de Leandro Grimi.

#### Temporada 2016
En 2016 anotó su primer gol del año frente al Puebla de México por la Copa Libertadores 2016, luego de una excelente asistencia de Marcos Acuña, anotando el 1-1 en el empate 2-2. Por el partido de vuelta volvió a convertir después de un descuido de la defensa del Puebla dándole la clasificación a Racing a la fase de grupos.
En su partido número 100 en partidos oficiales de torneos locales de Argentina anotó el descuento en la derrota frente a Atlético Tucumán 2-1 como visitante, luego de un exquisito centro de Óscar Romero Villamayor. Frente a San Martín de San Juan anotó su segundo gol en el campeonato luego de un gravísimo error de Luis Ardente este amagó luego de la reacción del arquero sanjuanino y marcó el primer gol del partido.
Contra Atlético Rafaela anota su cuarto gol del torneo, el gol vino luego de una excelente corrida de Ricardo Noir, este tocó al medio a Bou y ante la marca del defensor de La Crema se dio vuelta y la tocó de puntin ante la salida de Axel Werner. Cabe destacar que Gustavo estuvo mayormente fuera de los partidos por lesiones y por conflictos con el presidente de Racing Víctor Blanco.

#### Temporada 2016 - 2017
Tras el alejamiento de Ricardo Zielinski de la dirección técnica, Racing Club trajo a un técnico que supo exprimir y sacarle provecho a su cuota goleadora, Diego Cocca, siendo este influencia para que él se quedara y dejara las diferencias con Víctor Blanco, firmando un nuevo contrato hasta 2020. Bou comienza el año de manera espléndida ante un Lanús alternativo con un gol y dos asistencias para la goleada por 3-0.  Convierte el gol de la victoria agónica frente a Godoy Cruz por 2-1 dando vuelta el partido en los últimos 5 minutos. La semana siguiente tiene un partido brillante frente a Quilmes, en el que Racing en el segundo tiempo da vuelta un 0-2 en contra con un jugador menos. Gustavo Bou convierte un gol de tiro libre, da una asistencia de gol e inicia la jugada del tercero para que debute en las redes el juvenil Pablo Cuadra en el minuto 85. En la reanudación del partido contra Tigre , que se había suspendido a los 23 minutos del primer tiempo (1-1), Bou marca un doblete. El primero llega después de un pase de Lautaro Martínez Bou define ante Nelson Ibáñez. El segundo lo convierte picándola de penal, penal que Paulo Lima le cometió al juvenil Pablo Cuadra que pasó a tres jugadores de Tigre. El “mini-partido” termina 3-0 para Racing que ganó 4-1 el partido. En La Academia se convirtió en uno de los máximos ídolos del club de los últimos años.

### Tijuana de México (2017-2018)
En junio de 2017 se confirma su transferencia al conjunto de Tijuana, quien pagó alrededor de 8 millones de dólares por su pase. Así tras tres años en el conjunto académico, emigró al fútbol mexicano. En su paso por México jugó 36 partidos anotando 10 goles y dando 6 asistencias siendo uno de los pilares del equipo a pesar de sus lesiones.

### Segunda etapa en Racing  (2018)

#### Temporada 2018
A fines de junio de 2018 y tras la salida de Lautaro Martínez de Racing al Inter de Milán, Gustavo Bou llega en calidad de préstamo por un año por 2 millones de dólares al club que marcó su explosión como futbolista en su carrera, para reemplazar al joven goleador.
Su primer partido lo juega ante su exequipo, River Plate, por la Copa Libertadores 2018, en un empate 0-0. Su primer gol en su vuelta a La Academia fue ante Atlético Tucumán, luego de un excelente pase de él que dejó solo a Augusto Solari, este enganchó ante la salida del defensor Gabriel Risso Patrón y tocó al medio en donde Bou tuvo que empujarla ante un arco vacío, ya que el arquero Decano, Cristian Lucchetti quedó mal parado en esa acción. Por la fecha 3 de la Superliga Argentina asiste a Maximiliano Cuadra para que estableciera el 3-0 a favor de Racing contra Patronato de Paraná. Una fecha más tarde vuelve a asistir a Augusto Solari, para que marcara el 2-0 ante Rosario Central, luego de entrar 5 minutos antes. Ante San Lorenzo de Almagro asistió de casualidad a su compañero de dupla, Lisandro López, tras ir a presionar al defensor rival y ante el rechazo de éste la pelota rebotara en Bou para asistirlo.
En total en Racing, y de manera oficial, Bou le convirtió goles a: Deportivo Táchira (4), Guaraní (Paraguay) (3), Boca Juniors (3), Estudiantes (LP) (3), Newells (3), Atlético Tucumán (3), Atlético de Rafaela (2),  Belgrano de Córdoba (2),  Vélez Sarsfield (2), Independiente de Avellaneda (2), San Martín de San Juan (2), Lanús (2), Quilmes AC (2), Tigre (2),  Banfield (1),  Temperley (1), Unión de Santa Fe (1), Gimnasia y Esgrima de la Plata (1),  Montevideo Wanderers (1), Defensa y Justicia (1), Godoy Cruz de Mendoza (1).
El 31 de marzo de 2019, Racing Club se coronó campeón con y, a pesar de que Bou ya no se encontraba en el club, fue considerado como partícipe del título. En el campeonato de 2018/2019 anotó 1 solo gol (Ante Atlético Tucumán en el empate 2-2) y dio 3 asistencias (a Pablo Cuadra frente a Patronato de Paraná victoria 3-0, a Augusto Solari contra Rosario Central victoria 2-0 y a Lisandro López en la victoria con San Lorenzo de Almagro 2-1).

### Retorno a Tijuana (2019)
En 2019, Gustavo decidió rescindir su contrato en Racing ante la sorpresa de sus hinchas y regresar a México al no tener continuidad y por bajo rendimiento futbolístico mostrado. En su primer partido volvió a marcar después de 2 meses. En esa temporada 2019 jugó 19 partidos en donde cuajó 11 goles, por otra parte en el total general del club diputó 55 partidos con 21 goles su cuenta personal en México.

### New England Revolution (2019-2023)

#### Temporada 2019
En julio de 2019 se convirtió en nuevo fichaje del New England Revolution por 10 millones de dólares por el 100% de su pase. En su primer partido anotó su primer gol de volea en la victoria de su equipo.
Contra Seattle Sounders FC anota el segundo gol en el empate 3-3 del New England Revolution siendo este su tercer gol en el club estadounidense. Marcó su quinto gol frente a Chicago Fire donde le dio la victoria a su equipo anotando el 2-1 a falta de 5 minutos para el final. El 31 de agosto "La Pantera" empató el partido sobre el final, gracias al ex Racing, el New England Revolution rescató un empate ante Toronto FC. Anotó su octavo gol en el empate 2 a 2 contra Portland Timbers marcando el descuento para la remontada de su equipo.
El 29 de septiembre de 2019, anotó su noveno gol en el campeonato frente a New York City Football Club, estampando sobre el final del encuentro el 2-0 final de su equipo.

#### Temporada 2020
Gustavo Bou le dio el triunfo el 9 de julio de 2020 a New England Revolution por 1 a 0 como visitante de Montreal Impact, en Canadá, por una doble jornada de la Major League Soccer, tras la reanudación del fútbol en Estados Unidos luego haber sido interrumpida por la Pandemia por COVID-19. Anotaría nuevamente en la victoria por 2 a 1 frente al D.C. United. El delantero convirtió su segundo gol consecutivo en la temporada en un empate 1-1 de New England Revolution ante New York Red Bulls. Con un tanto del concordiense, New England derrotó por 3-1 al Montreal en el partido por la 14.ª fecha de la Mayor League Soccer. El concordiense anotó sobre el final en la victoria de New England Revolution ante D.C. United. El triunfo como visitante del equipo del entrerriano fue por 2-0, con un tanto suyo en el minuto 41 del complemento.
Gustavo Bou le otorgó la clasificación a una nueva instancia de play-offs al New England Revolution, al marcar en el tiempo de descuento frente a Montreal Impact en la victoria por 2 a 1, por una de las series eliminatorias de la Major League Soccer. La Pantera volvería a  anotar por duplicado en la victoria por 3-1 del New England Revolution ante Orlando City, que le dio la clasificación a la final de los playoff de la MLS, y le dedicó su primer tanto a Diego Armando Maradona (quien había fallecido días antes), arrodillándose sobre una bandera Argentina y señalando al cielo. Cabe destacar que ante este doblete llegaría a los 100 goles en su carrera.

#### Temporada 2021
El concordiense marcó el empate e inició la remontada del New England sobre el New York Red Bulls que ganó y mantuvo la punta. El delantero entrerriano marcó su segundo gol en el campeonato. El anterior había sido en el 2-2 de la fecha inicial ante Chicago Fire. El 19 de junio de 2021 convirtió uno de los tantos con los cuales su equipo, New England Revolution, superó a New York City, por 3-2, en la continuidad del octavo fin de semana de competencia de la Major League Soccer (MLS) del fútbol de los Estados Unidos. Bou sumó la primera conquista en el estadio Red Bull Arena de Nueva Jersey, a los 27 minutos de la primera etapa. De esta manera consiguió su tercer tanto en la campaña. Anotaría su cuarto gol en la MLS frente a New York Red Bulls, victoria de su equipo por 3-2 para dejar a su equipo líder en la Conferencia Este. Convirtió en la caída 2-1 de New England Revolution frente a Dallas. Pese a la derrota, su equipo continuaría puntero en la Conferencia Este de la MLS. Contra Columbus Crew marca su quinto gol consecutivo en el empate 2-2 de su equipo.
El 25 de julio de 2021 marcaría los dos goles de su equipo (el primero destacándose por su potencia en el tiro que pegó varias veces en el travesaño y se coló en la red) para vencer por 2-1 al Montreal llegando a los 9 goles en la temporada en 14 partidos disputados, donde el equipo estadounidense continuaría liderando la Conferencia Este. Contra Toronto anotaría de penal el 2-1 de su equipo y alcanzaría el lugar de máximo goleador de la MLS con 12 tantos. Luego de una breve sequía "La Pantera" marcaría el último gol en lo que fue goleada de su equipo 4-1 ante Montreal Impact. Y así llegó a 13 goles los que suma el punta en 25 partidos disputados repartiendo 6 asistencias. Con un gol suyo, el New England Revolution empataría 2 a 2 con Chicago Fire llegando a los 100 goles por torneos locales y convirtiendo su 14° gol en la temporada. En el mes de noviembre, lograría su primer título con el club norteamericano: la MLS Supporters' Shield, premio que se le otorga al mejor equipo de la tabla general de la MLS.

#### Temporada 2022
Lograría debutar internacionalmente en la Liga de Campeones de la Concacaf 2022, en la que jugaría solo 2 partidos. Por el campeonato local jugaría 19 partidos y anotaría 8 goles, siendo uno de los goleadores del equipo aunque su participación se vería disminuidas por las molestias físicas durante esta temporada.

#### Temporada 2023
Volvería a la titularidad frente a Orlando City, luego de superar una serie de lesiones que le dificultaron al inicio de la temporada. En el mismo partido volvería a anotar un gol y llegaría a los 100 partidos con el conjunto norteamericano. Otra vez volvería al gol en un partido frente a Cincinnati siendo este su cuarto gol en el campeonato y llegando a los 44 con el New England Revolution.
En una fecha cargada de goles argentinos, el primero que abrió la tanda de los goles argentinos en la fecha 26 de la MLS 2023, fue Bou, quien, abrió el marcador con un cabezazo perfecto que estrelló la pelota contra las redes en la goleada por 4-0 de New England sobre DC United.
El 1 de diciembre decide no renovar con el club norteamericano. En su paso por Estados Unidos jugó 110 partidos y anotó 49 goles, superando su marca de goles anotados en un club (46 goles anteriormente con Racing Club).

### Talleres de Córdoba (2024)
En enero de 2024 es presentado oficialmente como refuerzo de la T, retornando de esta manera a la Primera División de Argentina. Anotaría su primer gol con Talleres frente a Independiente Rivadavia, por la fecha 13 de la Copa de la Liga Profesional. Ante Barcelona SC anota su segundo personal en el club por la fecha 4 de la Copa Libertadores 2025. Frente a Independiente de Avellaneda, es el encargado de asistir a Federico Girotti para que abriera el marcador en la victoria de Talleres por 3-1. El 30 de julio se marcha de la institución cordobesa, jugando 12 partidos en donde anotó 2 goles y repartió 1 asistencia.

### Defensores Barrio Nebel (2024-Actualidad)
Luego de rescindir contrato en Talleres, Gustavo Bou firmó contrato con Defensores de Barrio Nebel, institución donde se formó como deportista y de la que también es presidente.
La ‘Pantera’ sorprendió a todos a través de sus redes sociales y participará en la Liga Concordiense de Fútbol; de esta manera la incorporación de Bou al plantel tiene como objetivo fortalecer el equipo y atraer mayor atención al fútbol local.
El sábado 17 de agosto de 2024 anuncia su retiro del fútbol profesional para dedicarse de manera permamente a fomentar el fútbol amateur en su ciudad natal.
En su primer partido en el club, frente a San Lorenzo de Villa Adela, anota el primer gol de su equipo en la victoria 3 a 1, por la primera fecha de la Liga Concordiense.

## Clubes y estadísticas

### Estadísticas
| Club                                  | Div.                | Temporada           | Liga  | Liga  | Liga   | Copas nacionales | Copas nacionales | Copas nacionales | Torneos internacionales | Torneos internacionales | Torneos internacionales | Total | Total | Total  | Media goleadora |
| Club                                  | Div.                | Temporada           | Part. | Goles | Asist. | Part.            | Goles            | Asist.           | Part.                   | Goles                   | Asist.                  | Part. | Goles | Asist. | Media goleadora |
| ------------------------------------- | ------------------- | ------------------- | ----- | ----- | ------ | ---------------- | ---------------- | ---------------- | ----------------------- | ----------------------- | ----------------------- | ----- | ----- | ------ | --------------- |
| River Plate Argentina                 | 1.ª                 | 2008                | 1     | 0     | 0      | —                | —                | —                | —                       | —                       | —                       | 1     | 0     | 0      | 0               |
| River Plate Argentina                 | 1.ª                 | 2009                | 10    | 1     | 0      | —                | —                | —                | 3                       | 1                       | 0                       | 13    | 2     | 0      | 0.15            |
| River Plate Argentina                 | 1.ª                 | 2009-10             | 13    | 1     | 0      | —                | —                | —                | —                       | —                       | —                       | 13    | 1     | 0      | 0.08            |
| River Plate Argentina                 | 2.ª                 | 2011-12             | 6     | 0     | 0      | —                | —                | —                | —                       | —                       | —                       | 6     | 0     | 0      | 0               |
| River Plate Argentina                 | Total club          | Total club          | 30    | 2     | 0      | 0                | 0                | 0                | 3                       | 1                       | 0                       | 33    | 3     | 0      | 0.09            |
| Olimpo Argentina                      | 2.ª                 | 2012-13             | 33    | 8     | 0      | 2                | 0                | 0                | —                       | —                       | —                       | 35    | 8     | 0      | 0.23            |
| Olimpo Argentina                      | Total club          | Total club          | 33    | 8     | 0      | 2                | 0                | 0                | 0                       | 0                       | 0                       | 35    | 8     | 0      | 0.23            |
| Liga de Quito · Ecuador               | 1.ª                 | 2013                | 20    | 4     | 2      | —                | —                | —                | —                       | —                       | —                       | 20    | 4     | 2      | 0.2             |
| Liga de Quito · Ecuador               | Total club          | Total club          | 20    | 4     | 2      | 0                | 0                | 0                | 0                       | 0                       | 0                       | 20    | 4     | 2      | 0.2             |
| Gimnasia y Esgrima L. P. Argentina    | 1.ª                 | 2014                | 13    | 1     | 1      | —                | —                | —                | —                       | —                       | —                       | 13    | 1     | 1      | 0.08            |
| Gimnasia y Esgrima L. P. Argentina    | Total club          | Total club          | 13    | 1     | 1      | 0                | 0                | 0                | 0                       | 0                       | 0                       | 13    | 1     | 1      | 0.08            |
| Racing Club Argentina                 | 1.ª                 | 2014                | 15    | 10    | 2      | 1                | 0                | 0                | —                       | —                       | —                       | 16    | 10    | 2      | 0.63            |
| Racing Club Argentina                 | 1.ª                 | 2015                | 30    | 9     | 0      | 3                | 2                | 0                | 10                      | 8                       | 4                       | 43    | 19    | 4      | 0.44            |
| Racing Club Argentina                 | 1.ª                 | 2016                | 8     | 4     | 2      | 1                | 0                | 0                | 6                       | 2                       | 1                       | 15    | 6     | 3      | 0.4             |
| Racing Club Argentina                 | 1.ª                 | 2016-17             | 22    | 10    | 5      | 3                | 0                | 0                | 1                       | 0                       | 1                       | 26    | 10    | 6      | 0.38            |
| Racing Club Argentina                 | 1.ª                 | 2018                | 8     | 1     | 4      | —                | —                | —                | 2                       | 0                       | 0                       | 10    | 1     | 4      | 0.1             |
| Racing Club Argentina                 | Total club          | Total club          | 83    | 34    | 13     | 8                | 2                | 0                | 19                      | 10                      | 6                       | 110   | 46    | 19     | 0.42            |
| Tijuana · México                      | 1.ª                 | 2017-18             | 33    | 10    | 8      | 3                | 0                | 0                | —                       | —                       | —                       | 36    | 10    | 8      | 0.28            |
| Tijuana · México                      | 1.ª                 | 2019                | 16    | 10    | 5      | 3                | 1                | 1                | —                       | —                       | —                       | 19    | 11    | 6      | 0.58            |
| Tijuana · México                      | Total club          | Total club          | 49    | 20    | 13     | 6                | 1                | 1                | 0                       | 0                       | 0                       | 55    | 21    | 14     | 0.38            |
| New England Revolution Estados Unidos | 1.ª                 | 2019                | 15    | 9     | 1      | —                | —                | —                | —                       | —                       | —                       | 15    | 9     | 1      | 0.6             |
| New England Revolution Estados Unidos | 1.ª                 | 2020                | 23    | 8     | 2      | —                | —                | —                | —                       | —                       | —                       | 23    | 8     | 2      | 0.35            |
| New England Revolution Estados Unidos | 1.ª                 | 2021                | 31    | 15    | 8      | —                | —                | —                | —                       | —                       | —                       | 31    | 15    | 8      | 0.48            |
| New England Revolution Estados Unidos | 1.ª                 | 2022                | 20    | 8     | 1      | —                | —                | —                | 2                       | 0                       | 0                       | 22    | 8     | 2      | 0.38            |
| New England Revolution Estados Unidos | 1.ª                 | 2023                | 21    | 8     | 4      | —                | —                | —                | 1                       | 1                       | 0                       | 21    | 10    | 4      | 0.48            |
| New England Revolution Estados Unidos | Total club          | Total club          | 110   | 44    | 16     | 0                | 0                | 0                | 3                       | 1                       | 0                       | 111   | 50    | 17     | 0.45            |
| Talleres Argentina                    | 1.ª                 | 2024                | 3     | 0     | 1      | 6                | 1                | 0                | 3                       | 1                       | 0                       | 12    | 2     | 1      | 0.17            |
| Talleres Argentina                    | Total club          | Total club          | 3     | 0     | 1      | 6                | 1                | 0                | 3                       | 1                       | 0                       | 12    | 2     | 1      | 0.17            |
| Defensores Barrio Nebel Argentina     | 5.ª                 | 2024                | 3     | 2     | 0      | —                | —                | —                | —                       | —                       | —                       | 3     | 2     | 0      | 0.67            |
| Defensores Barrio Nebel Argentina     | Total club          | Total club          | 3     | 2     | 0      | —                | —                | —                | —                       | —                       | —                       | 3     | 2     | 0      | 0.67            |
| Total en su carrera                   | Total en su carrera | Total en su carrera | 334   | 122   | 44     | 22               | 4                | 1                | 28                      | 13                      | 6                       | 389   | 137   | 52     | 0.35            |
| 1. 2. 3.                              |                     |                     |       |       |        |                  |                  |                  |                         |                         |                         |       |       |        |                 |

### Tripletes
| Partidos en los que anotó tres o más goles | Partidos en los que anotó tres o más goles | Partidos en los que anotó tres o más goles   | Partidos en los que anotó tres o más goles | Partidos en los que anotó tres o más goles | Partidos en los que anotó tres o más goles | Partidos en los que anotó tres o más goles |
| N.º                                        | Fecha                                      | Estadio                                      | Partido                                    | Goles                                      | Resultado                                  | Competición                                |
| ------------------------------------------ | ------------------------------------------ | -------------------------------------------- | ------------------------------------------ | ------------------------------------------ | ------------------------------------------ | ------------------------------------------ |
| 1                                          | 17 de febrero de 2015                      | Polideportivo de Pueblo Nuevo, San Cristóbal | Deportivo Táchira - Racing Club            |                                            | 5 - 0                                      | Copa Libertadores 2015                     |
| 2                                          | 24 de febrero de 2015                      | Presidente Perón, Avellaneda                 | Racing Club - Guaraní                      |                                            | 4 - 1                                      | Copa Libertadores 2015                     |

## Palmarés

### Campeonatos nacionales
| Título                 | Club                   | País           | Año     |
| ---------------------- | ---------------------- | -------------- | ------- |
| Primera División       | River Plate            | Argentina      | 2008-C  |
| Primera B Nacional     | River Plate            | Argentina      | 2011-12 |
| Primera División       | Racing Club            | Argentina      | 2014    |
| Primera División       | Racing Club            | Argentina      | 2018-19 |
| MLS Supporters' Shield | New England Revolution | Estados Unidos | 2021    |

### Otros logros
| Logro                      | Club        | País      | Año     |
| -------------------------- | ----------- | --------- | ------- |
| Ascenso a Primera División | Club Olimpo | Argentina | 2012-13 |

### Distinciones individuales
| Distinción                                        | Año  |
| ------------------------------------------------- | ---- |
| Máximo goleador de la Copa Libertadores (8 goles) | 2015 |
| Miembro del equipo ideal de la Copa Libertadores  | 2015 |
| Miembro del Equipo Ideal de América               | 2015 |